# Relações entre Alemanha e Polônia
As relações entre Alemanha e Polônia são as relações diplomáticas estabelecidas entre a República Federal da Alemanha e a República da Polônia. Ambos são vizinhos, com uma extensão de 456 km na fronteira entre os dois países.